# 小澤高等看護学院
小澤高等看護学院（おざわこうとうかんごがくいん、英称:Ozawa College of Nursing）は、神奈川県小田原市本町にある3年制の看護学科を持つ専修学校である。

## 概要
医療法人同愛会が1988年4月に開設した看護学校で、現在のところ入学者は女子に限られている。旧小田原都市圏（現東京都市圏）に、4つある看護師の人材養成教育機関の一つである。文科省付与の学校コードは「H114320600020」。

## 沿革
- 1912年（明治45年） - 現在地に小澤内科病院を開設。
- 1952年（昭和27年） - 医療法人同愛会小澤病院に組織・名称を変更
- 1988年（昭和63年） - 小澤高等看護学院が創設。[1]
- 1995年（平成7年）3月 - 専門士の称号が付与できる専修学校の専門課程として認可。
- 2002年（平成14年）3月 - 保健師助産師看護師法の施行（旧保健婦助産婦看護婦法）により男女ともに「看護師」という名称に統一。
- 2018年（平成30年） - 創立30周年を迎える。

## 設置学科
- 医療専門課程　看護学科 （3年制）[2]

## 取得できる資格・免許状
- 看護師 国家試験受験資格
- 保健師・助産師の養成機関受験資格
- 養護教諭免許一種の養成機関（看護系）受験資格
- 専門士（医療専門課程）の称号[3]
- 大学編入学受験資格（取得単位の置き換え）

## 学内奨学金
- 医療法人同会小澤病院奨学金・修学生活資金貸付金

学外の就学資金支援制度（奨学金の給付/貸与）もあり。要確認。